# Cladotanytarsus paratridorsum
Cladotanytarsus paratridorsum är en tvåvingeart som beskrevs av Wang och Guo 2004. Cladotanytarsus paratridorsum ingår i släktet Cladotanytarsus och familjen fjädermyggor. Inga underarter finns listade i Catalogue of Life.